# Аделаида Саксен-Мейнингенская
Аделаи́да Са́ксен-Мейнинге́нская (англ. Adelaide of Saxe-Meiningen, нем. Adelheid von Sachsen-Meiningen, полное имя Аделаи́да Луи́за Тере́за Кароли́на Аме́лия (нем. Adelheid Louise Theresa Caroline Amelia), 13 августа 1792, Мейнинген — 2 декабря 1849, Бентли-Прайори близ Стенмора, Мидлсекс) — немецкая принцесса, с 1830 года королева-консорт Великобритании и Ирландии, супруга короля Вильгельма IV. Имя британской королевы Аделаиды получил город в Австралии. Дама Большого креста ордена Святой Екатерины.

## Биография

### Детство и юность
Принцесса Аделаида Саксен-Мейнингенская родилась 13 августа 1792 года в тюрингенском Мейнингене в семье герцога Георга I и его супруги, принцессы Луизы Элеоноры Гогенлоэ-Лангенбургской. Аделаида была старшей из детей герцога, двумя годами позже родилась её сестра Ида и в 1800 году брат и наследник престола Бернхард II. Родилась с титулом «Её Светлость принцесса Саксен-Мейнингенская». В 1815 году, после Венского конгресса, Аделаида получила титул «Её Высочества».
Отец Аделаиды умер в 1803 году, и во главе герцогства встала её мать Луиза Элеонора. Годы Наполеоновских войн были полны лишений для семьи. Вместе со своей сестрой и матерью Аделаида заботилась о солдатах. Она получила основательное образование, говорила на нескольких иностранных языках, проявляла интерес к литературе, музыке и живописи. В 1816 году сестра Ида вышла замуж за герцога Карла Бернхарда Саксен-Веймар-Эйзенахского.

### Брак
6 ноября 1817 года вместе с новорождённым ребёнком скончалась принцесса Шарлотта Августа Уэльская, дочь принца-регента Георга, сына короля Великобритании Георга III. Её смерть ставила под вопрос выживание Ганноверского дома. У короля Георга III осталось двенадцать детей и не было ни одного законного внука. Для обеспечения династии наследниками сыновья Георга III стали заключать династические союзы. Принц Вильгельм, герцог Кларенс, будущий супруг Аделаиды, имел десять незаконнорождённых детей от своей многолетней любовницы актрисы Дороти Джордан, носивших фамилию Фицкларенс.

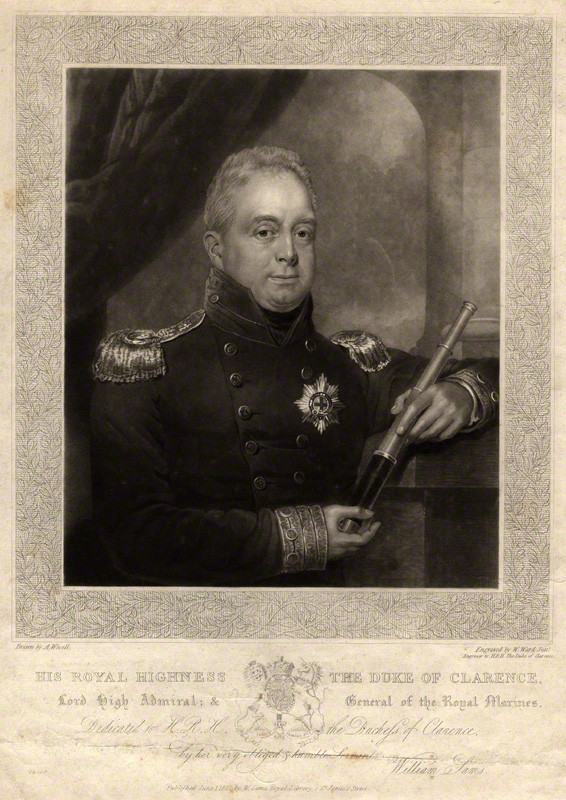
Портрет Вильгельма, герцога Кларенс в 1827 году

После нескольких неудачных попыток заключения брака с иностранными принцессами, Вильгельм выбрал в качестве будущей супруги Аделаиду Саксен-Мейнингенскую. Прекрасно воспитанная и готовая принять всех незаконных детей герцога Кларенса, она была идеальной супругой для Вильгельма. Он писал своему старшему сыну: «Она обречена, бедное молодое существо, чтобы стать моей женой!».
Аделаида вышла замуж 11 июля 1818 года во дворце Кью, в Виндзорском замке, Суррей, Англия. Свадьба оказалась двойной. В этот же день младший брат Вильгельма герцог Кентский Эдуард женился на принцессе Виктории Саксен-Кобург-Заальфредской (в этом браке родилась будущая королева Виктория). Впервые Аделаида и Вильгельм встретились за неделю до свадьбы в гостинице Гриллон на Бонд-стрит. Жених был на двадцать семь лет старше невесты. Несмотря на большую разницу в возрасте супруги были близки друг к другу. После свадьбы они проживали в Ганновере. Аделаида имела сильное влияние на мужа, запрещала ему много пить, употреблять нецензурные выражения, бранить прислугу по любому поводу. Аделаида управляла семейными финансами, сведя все расходы до минимума. После брака она получила титул «Её Королевское Высочество герцогиня Кларенс и Сент-Эндрюс».
Находясь в Ганновере, герцогиня Кларенс забеременела, но на седьмом месяце беременности она заболела плевритом и родила преждевременно 27 марта 1819 года. Её дочь, Шарлотта Августа Луиза, прожила всего несколько часов. Следующая беременность побудила супругов переехать в Великобританию, чтобы будущий наследник родился на родине. Однако, во время переезда у Аделаиды случился выкидыш. Вторая дочь супругов Елизавета Джорджиана Аделаида родилась 10 декабря 1820 года. Этот ребёнок прожил три месяца и умер 4 марта 1821 года от воспаления кишечника. 8 апреля 1822 года Аделаида родила мертворождённых мальчиков-близнецов. У герцогини Кларенс было ещё несколько выкидышей. Брак оказался бездетным. При дворе было распространено мнение, что Аделаида была несколько раз беременна во время царствования мужа с 1830 по 1837 год, но доказательств этому нет.

### Королева Великобритании

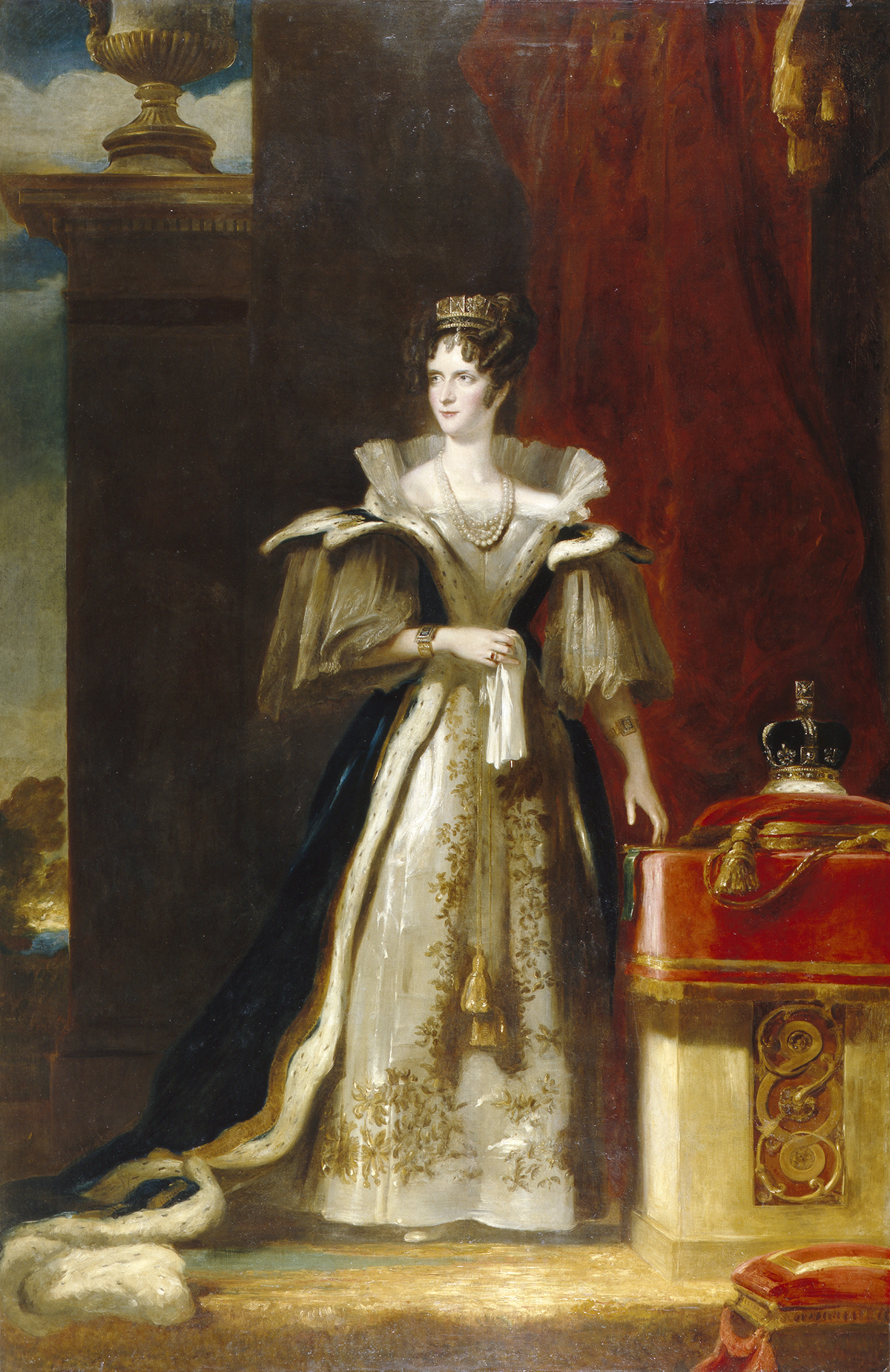
Королева Аделаида на портрете Джона Симпсона в 1832 году

В 1820 году умер король Георг III. На престол взошёл его старший сын, принц-регент Георг. Его наследником стал Фредерик, герцог Йоркский, который оставался бездетным. В 1827 году он умер и герцог Кларенс и его супруга стали первыми в линии наследования престола. В 1830 году, после смерти короля Георга IV, Вильгельм и Аделаида стали монархами Великобритании и Ирландии. Одним из первых своих решений Вильгельм IV передал Буши-хаус в распоряжение королевы Аделаиды. Сам Вильгельм проживал в нём на протяжении 33 лет вместе со своей любовницей Дороти Джордан и их общими детьми. Коронация новых монархов состоялась 8 сентября 1831 года в Вестминстерском аббатстве. Аделаида была глубоко религиозным человеком и со всей ответственностью отнеслась к церемонии венчания на царство. Вильгельм, в свою очередь, не слишком ответственно относился к своим обязанностям. На церемонии его описали как «человека, играющего в комической опере». Королева Аделаида после церемонии получила похвалы за её «достоинство, покой и благородное поведение».
Аделаида была любима британским народом за своё благочестивое поведение, скромность, милосердие и трагические обстоятельства смерти детей. Большую часть своего времени королева уделяла благотворительности. Она хорошо ладила со своей племянницей, принцессой Викторией Кентской, несмотря на враждебные отношения между матерью Виктории и королём. Королева, возможно, влияла на своего супруга в политических вопросах. Аделаида никогда открыто не говорила о своей политической позиции, но, согласно биографам, она поддерживала партию тори.

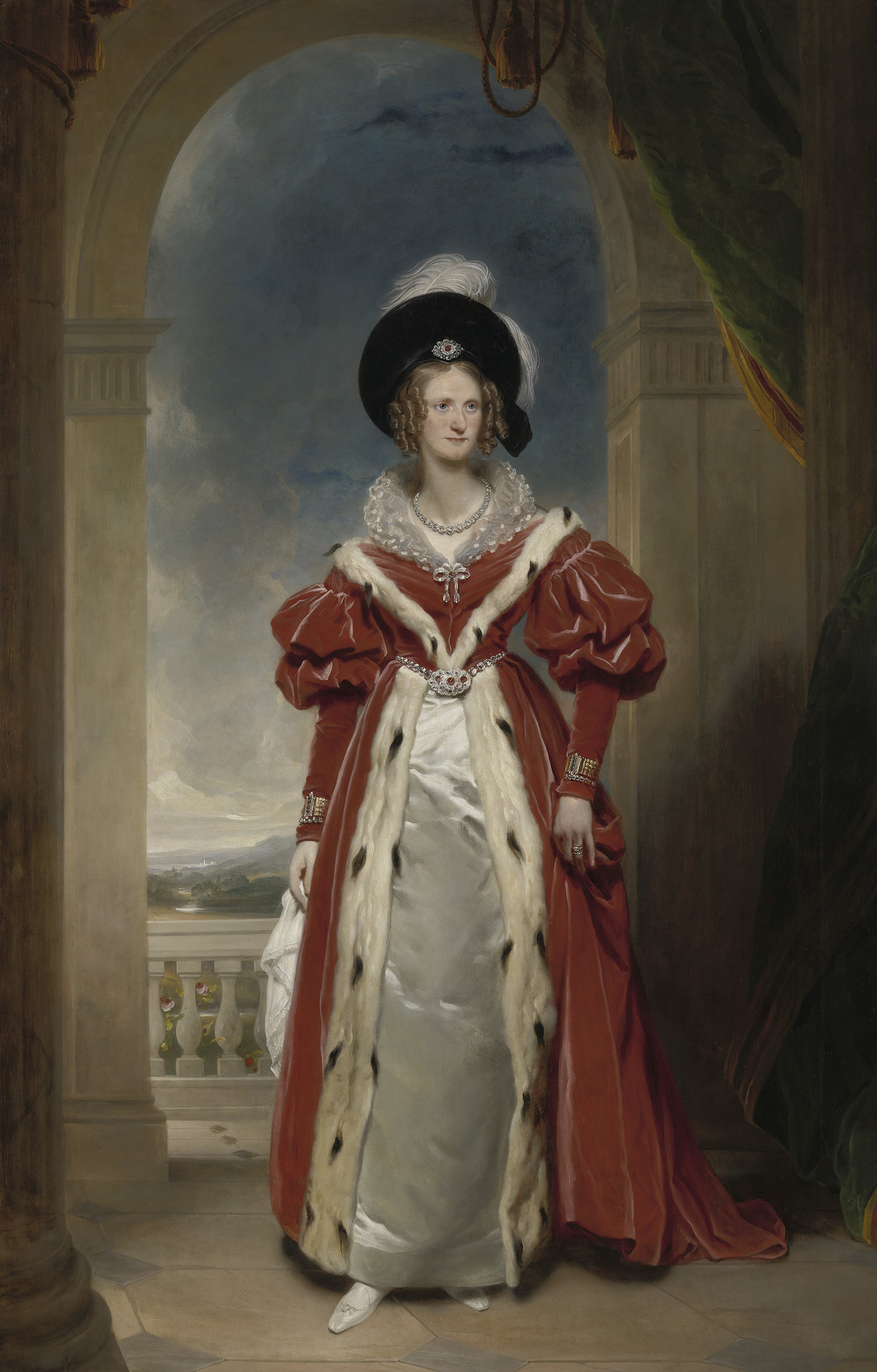
Портрет королевы Аделаиды кисти Мартина Арче Ши в 1836 году

Ходили слухи, что у королевы был роман с её камергером Ричардом Керзон-Хау, 1-м графом Хау, однако такое обвинение было безосновательным, так как все при дворе считали королеву верной своему супругу. В октябре 1834 года в Вестминстверском дворце, который Аделаида считала «священным местом принятия всех реформ», вспыхнул пожар, который уничтожил большую часть здания. После этого король уволил лорда Мельбурна с поста премьер-министра. Газета The Times обвинила в таком решении королеву. Также писали, что королева Аделаида и брат короля герцог Камберлендский имели влияние на Вильгельма IV в связи с реформами католической церкви в Ирландии.
И король, и королева пытались быть ближе к своей племяннице, принцессе Виктории Кентской, однако, мать Виктории препятствовала этому, так как сама находилась под сильным влиянием сэра Джона Конроя. Герцогиня отказалась принимать королеву у себя в доме, Кенсингтонском дворце, не отвечала на её письма. Король и королева были очень разочарованы столь дерзким поведением своей родственницы, которая даже в присутствии многочисленных гостей позволяла себе неподобающее поведение по отношению к королевской чете. Король писал, что был «постоянно оскорблен этим человеком». Несмотря на сложные отношения матери с Вильгельмом и Аделаидой, племянница хорошо ладила с дядей и тётей и всегда по-доброму писала о них в своих дневниках.

### Вдовство
В апреле 1837 года королева сильно заболела, когда навещала сестру в Мейнингене, но сумела вылечиться. В июне того же года заболел король. Аделаида всегда была рядом с супругом, иногда проводя у его постели по десять дней. Вильгельм IV умер от сердечной недостаточности ранним утром 20 июня 1837 года в Виндзорском замке, где и был похоронен. В этом же году умерла и мать королевы. Аделаида стала первой вдовствующей королевой Великобритании за последние сто лет (вдова Карла II, Екатерина Браганса умерла в 1705 году, а Мария Моденская, супруга свергнутого короля Якова II умерла в 1718 году). Королевой Великобритании стала племянница покойного короля Виктория. Аделаида пережила мужа на двенадцать лет.
Вдовствующая королева обосновалась в Мальборо-хаусе и на Пэлл-Мэлл, где жила до своей смерти в 1849 году. В её распоряжении продолжал находиться и Буши-хаус. Последним появлением на публике Аделаиды стало заложение первого камня в фундамент церкви Святого Иоанна Богослова в Станморе. Строительство храма было завершено после её смерти, а восточное окно было посвящено её памяти.
Умерла королева 2 декабря 1849 года на руках у королевы Виктории, в Бентли-Прайори близ Стенмора, Мидлсекс и была похоронена в часовне Святого Георгия в Виндзорском замке. Аделаида в 1841 году написала инструкции к собственным похоронам, когда жила в Садбери-холле. Она писала: «Я умираю со всем своим смирением… мы все предстанем перед Богом и поэтому я прошу, чтобы мои бренные останки были преданы могиле без помпы…чтобы я имела скромные и частные похороны…я умру в мире, свободной от всей суеты и помпы этого мира».

### Наследие

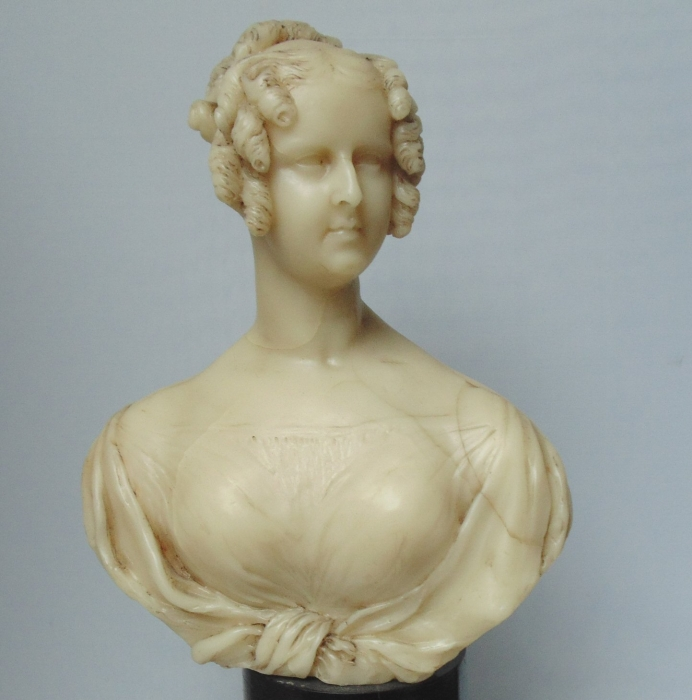
Восковая фигура королевы Аделаиды, 1830 год

Имя королевы Великобритании Аделаиды носит австралийский город Аделаида — столица штата Южная Австралия, основанный в 1836 году. В этом же городе существует женский клуб королевы Аделаиды, а также в городской ратуши стоит бронзовая статуя королевы. В графстве Кембриджшир есть деревня Королева Аделаида, которая берёт свой название от многочисленных общественных зданий, названных в честь королевы.
В честь королевы названы многие улицы, проспекты и дороги по всей бывшей империи. В Дублине, в честь неё была названа больница Аделаиды, а также железнодорожная станция в Белфасте. В Австралии и на острове Тасмания две реки названы в честь неё, а также риф Аделаида в Квинсленде. Королевский парк в Брайтоне носит имя королевы, так же как и открытый в 1908 году астероид (525) Аделаида. Существует также небольшая группа островов возле южной части Чили, архипелаг королевы Аделаиды.
Первый ребёнок королевы Виктории и принца Альберта, принцесса Виктория Аделаида Мария Луиза, императрица германская, получила второе имя в честь королевы, которая также была её крёстной матерью.
В 2001 году вышел телевизионный сериал Виктория и Альберт. Роль королевы Аделаиды исполнила актриса Делена Кидд. В 2009 году был снят фильм Молодая Виктория, в котором роль Аделаиды исполнила Гарриет Уолтер.